# Max Braun
Ne doit pas être confondu avec son homonyme, le zoologiste (de) allemand (1850-1930).
Pour les articles homonymes, voir Max Braun (ingénieur) et Braun.
Max Braun (12 mars 1883 - Miami, mai 1967) est un tireur à la corde américain. Il a remporté la médaille d'argent aux Jeux olympiques de 1904 avec l'équipe américaine Southwest Turnverein of St. Louis no 1.